# Onthophagus binodis
Onthophagus binodis là một loài bọ cánh cứng trong họ Bọ hung (Scarabaeidae).